# Cytisus creticus
Cytisus creticus är en ärtväxtart som beskrevs av Pierre Edmond Boissier och Theodor Heinrich von Heldreich. Cytisus creticus ingår i släktet kvastginster, och familjen ärtväxter. Utöver nominatformen finns också underarten C. c. subidaeus.